# Castelnau
Castelnau je priimek več oseb:
- Édouard de Castelnau, francoski general
- Jean-François-Marie-Joseph-Béranger de Curières de Castelnau, francoski general
- Noël-Marie-Joseph-Edouard de Curières de Castelnau, francoski general